# Iota Horologii b
Iota Horologii b (ι Hor b / ι Horologii b), frequentemente catalogado como HR 810 b, é um planeta extrassolar localizado a aproximadamente 56,5 anos-luz de distância na constelação de Horologium (o Relógio de pêndulo). Iota Horologii b possui uma massa mínima 2,26 vezes maior que a de Júpiter; medições astrométricas da sonda Gaia sugerem que sua massa real é de 6,2 massas de Júpiter.

## Detecção e descoberta
A descoberta de Iota Horologii b foi resultado de uma pesquisa de longo prazo com quarenta estrelas análogas ao Sol, iniciada em novembro de 1992. O planeta representa a primeira descoberta de um planeta extrassolar com um instrumento do Observatório Europeu do Sul, com os dados obtidos no Observatório de La Silla no Chile.
O sinal kepleriano revelou que o planeta possui um período orbital de 320,1 dias, indicando um planeta em órbita com massa mínima de 2,26 massas de Júpiter. Iota Horologii b foi anunciado no verão de 1999 como o primeiro planeta descoberto por uma equipe de caçadores de planetas liderada por Martin Kürster.
As medições de Iota Horologii mostram que o planeta orbita a estrela aproximadamente a cada 320 dias. Com base nesse período, na massa conhecida da estrela central (1,25 massa solar) e na amplitude das variações de velocidade, deduz-se uma massa de pelo menos 2,26 vezes a de Júpiter para o planeta.
Ele orbita a estrela hospedeira em uma trajetória ligeiramente alongada. Se estivesse localizado no Sistema Solar, essa órbita se estenderia desde pouco além da órbita de Vênus (a 117 milhões de km ou 0,78 unidade astronômicas [UA] do Sol) até pouco além da órbita da Terra (a 162 milhões de km ou 1,08 UA). Como o planeta é cerca de 2.000 vezes mais massivo que a Terra, prevê-se que Iota Horologii b seja mais semelhante ao planeta Júpiter.
Uma análise astrométrica preliminar de Iota Horologii b sugeriu que o planeta b poderia ter até 24 vezes a massa de Júpiter com uma inclinação de 5,5 graus em relação à linha de visão da Terra. Com esses cálculos, Iota Horologii b poderia ser, na verdade, uma anã marrom extremamente tênue e um companheiro subestelar de Iota Horologii. No entanto, essas medições mostraram-se úteis apenas para estabelecer limites superiores de inclinação. Uma medição astrométrica da inclinação e da massa real do planeta foi publicada em 2022 como parte do Gaia DR3, revelando que ele possui uma massa planetária de 6,2 MJ.